# مقتوى
مقتوى  هي رتبة عسكرية رفيعة في ممالك اليمن القديم. يختارهم الملوك لقيادة الجيوش وغالبا مايكونون من  القبائل. ذكرها علماء اللغة العربية بمعنى مغالب 